# 寶林白塔
寶林白塔位於四川省資陽市樂至縣，文物遺址年代判定為清。2012年7月16日公佈為第八批四川省文物保護單位。
寶林白塔位於四川省資陽市樂至縣寶林鎮獨柏村。該塔坐東北面西南，建於清代。為六邊形七級密簷式空心磚塔。塔基邊長1.72米，高0.5米。塔身迭澀簷，逐層內收，塔頂六角攢尖，頂作寶瓶。塔身上有“文光射鬥”四個大字。寶林白塔保存完整，有著重要的文物價值。1989年，被樂至縣人民政府公佈為縣級文物保護單位。